# (5451) Platon
(5451) Platon, désignation internationale (5451) Plato, est un astéroïde de la ceinture principale.

## Description
(5451) Platon est un astéroïde de la ceinture principale. Il fut découvert par Cornelis Johannes van Houten et Tom Gehrels le 24 septembre 1960 à l'observatoire Palomar. Il présente une orbite caractérisée par un demi-grand axe de 2,535 UA, une excentricité de 0,140 et une inclinaison de 1,76° par rapport à l'écliptique.
Il fut nommé en hommage au philosophe classique de la Grèce antique Platon.

## Compléments